# إدموند سيم
إدموند سيم (بالإنجليزية: Edmund Sim)‏ هو محامي سنغافوري، ولد في 1966.